# Algieria na Letnich Igrzyskach Paraolimpijskich 2008
Algierię na Letnich Igrzyskach Paraolimpijskich w Pekinie reprezentowało 32 zawodników.

## Medale

### Złote
- Karim Betina - lekkoatletyka, pchnięcie kulą - F32
- Kamel Kardjena - lekkoatletyka, pchnięcie kulą - F33/34/52
- Mouloud Noura - judo, -60kg
- Sidali Lamri - judo, -66kg

### Srebrne
- Louadjeda Benoumessad - lekkoatletyka, rzut oszczepem - F33/34/52/53

### Brązowe
- Mounir Bakiri - lekkoatletyka, pchnięcie kulą - F32
- Sofiane Hamdi - lekkoatletyka, 100 metrów - T37
- Samir Nouioua - lekkoatletyka, 1500 metrów - T46
- Nadia Medjemedj - lekkoatletyka, pchnięcie kulą - F57/58
- Zoubida Bouazoug - judo, +70kg